# Kampong Cham

Kampong Cham é a capital da província de Kampong Cham, no Camboja. É a terceira maior cidade do Camboja, com 63.771 habitantes (2006).